# Дивані

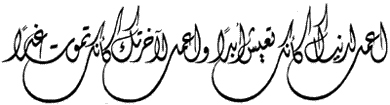
Приклад шрифту дивані.

Дивані — каліграфічний стиль арабського письма, напрацьований турками-османами в XVI ст. для використання у своїй імперії, яка об'єднувала численні народи (в тім числі й тих, для яких арабська мова не була рідною). Безпосереднім розробником стилю дивані називають Ібрагіма Муніфа, але винайшов його Хусам Румі.
Досяг піку своєї популярності за Сулеймана I Пишного (1520—1566).
Стиль дивані вирізнявся тісним розташуванням літер і їх складними округло-ламаними формами. Він є чітким і структурованим курсивом (нахил приблизно на 23º), причому літери не мають крапок (на відміну від інших стилів арабського письма) і з'єднуються між собою особливим чином.
Сьогодні шрифт дивані нерідко застосовують для різних урочистих документів — дипломів, атестатів тощо. Ним також виділяють віршовані рядки, які містять особливу мудрість.
Стиль дивані поділяється на два типи:
1. Стиль Рік̣а дивані, вільний від будь-яких прикрас, з прямими лініями, окрім нижніх частин літер.
2. Джалі дивані або світлий стиль. This kind of handwriting is distinguished by the intertwining of its letters and its straight lines from top to bottom. It is punctuated and decorated to appear as one piece. The Diwani handwriting is known for the intertwining of its letters, which makes it very difficult to read or write, and difficult to forge.

Шрифт дивані відзначається красою та гармонією, і точні невеличкі зразки вважаються красивішими, ніж великі. Його й досі використовують для кореспонденції монархи, князі, президенти. Нерідко його застосовують для різних церемоній та урочистих документів — дипломів, атестатів, вітальних адресів, тощо — оскільки він має високу художню цінність.
Шаблон:Арабська мова